# Der Liftjunge
Der Liftjunge ist ein deutsches Stummfilmlustspiel aus dem Jahre 1918 von Friedrich Zelnik mit Carl Beckersachs und Lisa Weise in den Hauptrollen.

## Handlung
Baronesse Lisa von Hauk ist aus dem Mädchenpensionat nach Hause zu ihrem Vater heimgekehrt. Als junge Frau beginnt sie sich, mehr als es ihrem Vater, dem Baron von Hauk, lieb sein kann, für das andere Geschlecht zu interessieren. Mit ihren gleichfalls unbemannten Freundinnen möchte sie die Männerwelt einerseits und die weibliche Resistenz gegen die Kerle andererseits auf die Probe stellen und nutzt eine an ihren Vater gerichtete Einladung zu einem „Klub der Ehelosen“. Deren Mitglieder sollen im Rahmen eines Maskenballs eingeladen werden. Lisa möchte ganz inkognito, quasi als Beobachterin, das muntere Treiben als “Liftjunge” beobachten und tritt aus diesem Grund in den Klub ein. Ihrem Vater teilt sie mit, dass sie mit ihrer besten Freundin auf Reisen gehe und gibt der Freundin vor, von unterwegs jeden Tag eine bereits vorgeschriebene Ansichtskarte abzuschicken, während Lisa ihren Liftboy-Job erledigt. Im Klub lernt die junge Baronesse den feschen Karl von Brinkmann kennen, der seinem Onkel zuliebe, einem Offizier außer Diensten, gleichfalls Klubmitglied der Ehelosen zu werden beabsichtigt. Lisa, die rasch Interesse an dem jungen Mann findet, weiß dies mittels Einsatz von Niespulver erst einmal zu verhindern.
Als im Klub ein Ball „zur Abgewöhnung von den Frauen“ stattfinden soll, ist es Lisa, die Karl anstelle der für ihn vorgesehenen Dame eine andere Begleitperson anbietet – natürlich niemand anderes als sie selbst, nur diesmal als Mädchen im Dirndlkostüm. In dieser Kostümierung sagt sie, sie sei die Schwester des Liftjungen. Am Ballabend ist Lisa der Hingucker, vor allem der alte Brinkmann hat ein Auge auf sie geworfen. Der Ex-Major ist derart verschossen in das Mädchen, dass er ihr eine Stelle bei sich daheim als Haushälterin anbietet. Als Lisas eigener Vater auf dem Parkett erscheint, nimmt Lisa sogleich Reißaus, begibt sich in ein Kaffeehaus und ruft von dort Karl an, auf dass dieser sie hier abholen möge. Lisa bittet Karl, mit ihr fort auf Reisen zu gehen. So geschieht es, und man verbringt die folgende Nacht in einem Hotel. Am nächsten Morgen stößt das Paar auf Lisas Onkel Malte, dem sie Fritz als ihren Gatten vorstellt. Malte informiert Baron Hauk sogleich über diesen überraschenden Tatbestand. Anschließend begibt man sich in Maltes Heim, wo kurz darauf auch Lisa Vater, der Baron, erscheint. Karl hält vor Lisas Vater um ihre Hand an. Kurz darauf taucht auch dessen Vater, Major a. D. Brinkmann, auf. Der ist inzwischen aus Frust aus dem Klub der Ehelosen ausgetreten.

## Produktionsnotizen
Der Liftjunge entstand in den ersten Monaten des Jahres 1918 und passierte die Filmzensur im April desselben Jahres. Die Uraufführung des Streifens fand im Juni 1918 in Berlins Kammerlichtspielen statt. Die Länge des Vierakters betrug 1544 Meter.

## Kritik
In Wiens Neue Kino-Rundschau heißt es: „Die Handlung ist voll sprühendem Humor und treffendem Witz, der Text ist entzückend zusammengestellt, die Inszenierung ist hervorragend und die Photographie erstklassig. Lisa Weisse [sic!] in der Rolle des Liftjungen ist von liebenswürdigster Grazie. In frischester Lebendigkeit erscheint hier ihre Begabung und erneut liefert sie den Beweis, daß sie die geborene Lustspieldiva ist. Ihr Partner Karl Beckersachs wirkte überaus elegant und bestrickend. (…) Zum Schluß muß noch der meisterhaften Regie Friedrich Zelniks gedacht werden.“